# Hegyfalu
Hegyfalu község Vas vármegyében, a Sárvári járásban.

## Fekvése
A Répce mentén, annak jobb parti oldalán fekszik.
A szomszédos települések: észak felől Tompaládony, északkelet felől Vasegerszeg, délkelet felől Zsédeny, délnyugat felől Pósfa, nyugat felől Répceszentgyörgy, északnyugat felől pedig Chernelházadamonya és Mesterháza. Közigazgatási területe délen messze elnyúlik a községtől, ott ezért érintkezik még az amúgy távolabb fekvő Rábapaty határszélével is.

### Megközelítése
A település közlekedési helyzete meglehetősen kedvező, hiszen főutcájaként áthalad rajta a 86-os főút, érinti az M86-os autóút is, és mindkettő a község közvetlen közelében keresztezi a 84-es főutat. A szomszéd települések közül Répceszentgyörggyel a 8632-es út köti össze.
A hazai vasútvonalak közül a települést a Hegyeshalom–Porpác-vasútvonal érinti, melynek egy megállási pontja van itt. Hegyfalu vasútállomás a község keleti szélén helyezkedik el, közúti elérését a 86-os főútból kiágazó 84 331-es számú mellékút biztosítja.

## Története
A település első okleveles említése 1337-ből származik. Ennél jóval régebbi eredetű lehet. Nevét talán arról a Kossuth u. 15. számú telken emelkedő mesterséges földhalomról kapta, mely egy Árpád-kori királyi udvarhely létének máig fennmaradt dokumentuma. 1063-ban itt halhatott meg I. Béla király.
2007-ben került át a Csepregi kistérségből a Sárvári kistérségbe.

## Közélete

### Polgármesterei
- 1990–1994: Kálmán József (független)[4]
- 1994–1998: Kálmán József (független)[5]
- 1998–2002: Kálmán József (független)[6]
- 2002–2006: Kálmán József (független)[7]
- 2006–2010: Kálmán József (független)[8]
- 2010–2014: Kálmán József (független)[9]
- 2014–2019: Bartok Tibor (Fidesz-KDNP)[10]
- 2019–2024: Bartok Tibor (Fidesz-KDNP)[11]
- 2024– : Bartók Tibor (Fidesz-KDNP)[1]

## Népesség
A település népességének változása:
| Lakosok száma | 794  | 799  | 794  | 764  | 755  | 775  | 737  |
|               | 2013 | 2014 | 2015 | 2021 | 2022 | 2023 | 2024 |

A 2011-es népszámlálás során a lakosok 73,7%-a magyarnak, 1,7% németnek mondta magát (25,8% nem nyilatkozott; a kettős identitások miatt a végösszeg nagyobb lehet 100%-nál). A vallási megoszlás a következő volt: római katolikus 56,2%, református 1%, evangélikus 8,8%, felekezet nélküli 1,9% (31,7% nem nyilatkozott).
2022-ben a lakosság 88,1%-a vallotta magát magyarnak, 2,8% németnek, 0,3% cigánynak, 0,1-0,1% horvátnak, ruszinnak, szerbnek és lengyelnek, 1,3% egyéb, nem hazai nemzetiségűnek (10,7% nem nyilatkozott; a kettős identitások miatt a végösszeg nagyobb lehet 100%-nál). Vallásuk szerint 50,7% volt római katolikus, 6,6% evangélikus, 1,1% református, 0,1% görög katolikus, 0,3% egyéb keresztény, 1,6% egyéb katolikus, 3,8% felekezeten kívüli (35,6% nem válaszolt).

## Nevezetességei
Klasszicista stílusú műemlékei az egykori Széchenyi-kastély és a templom, melynek titulusa: Szent Kereszt felmagasztalása.

## Képgaléria

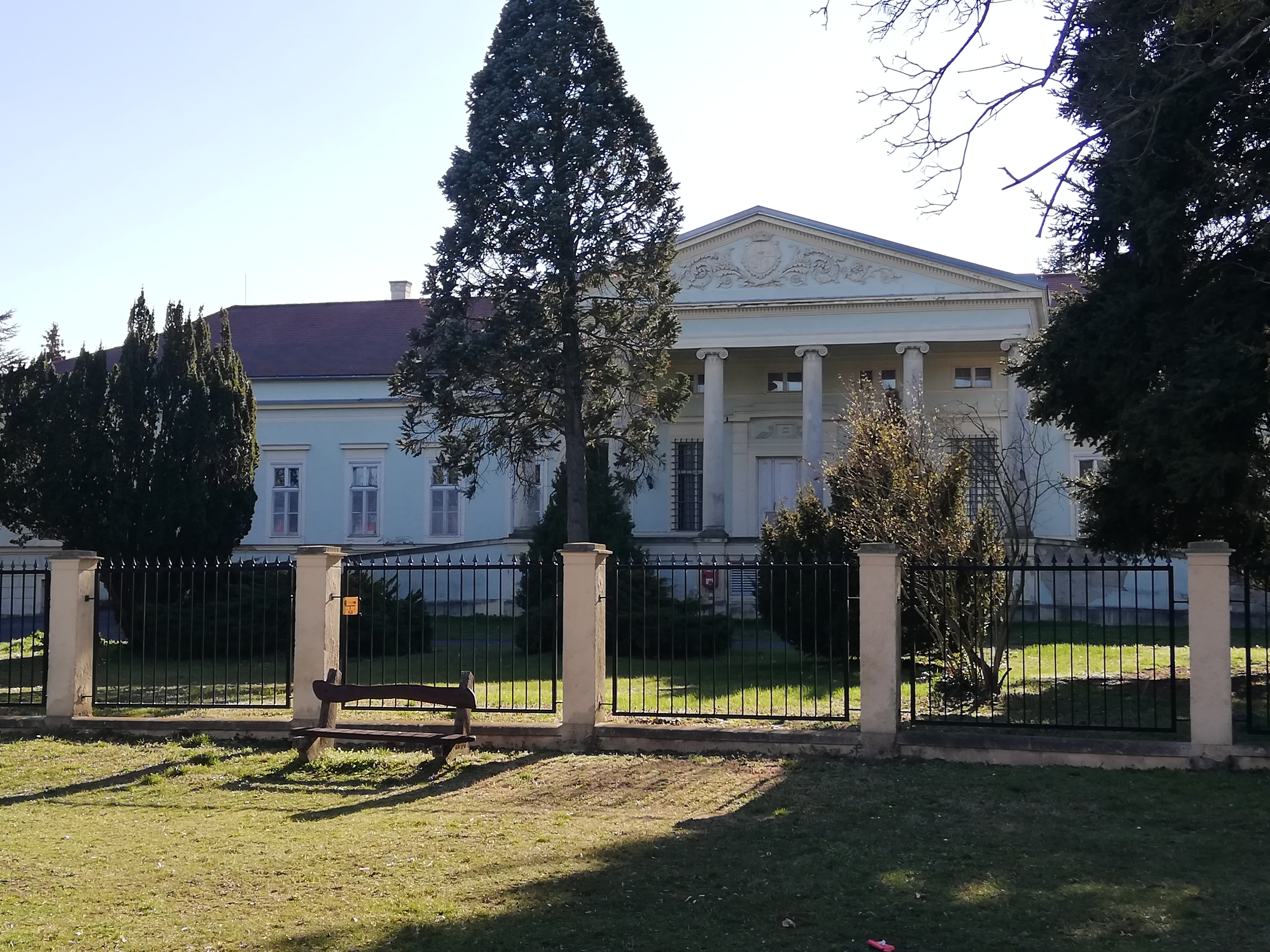
A Széchenyi kastély a főutca felől
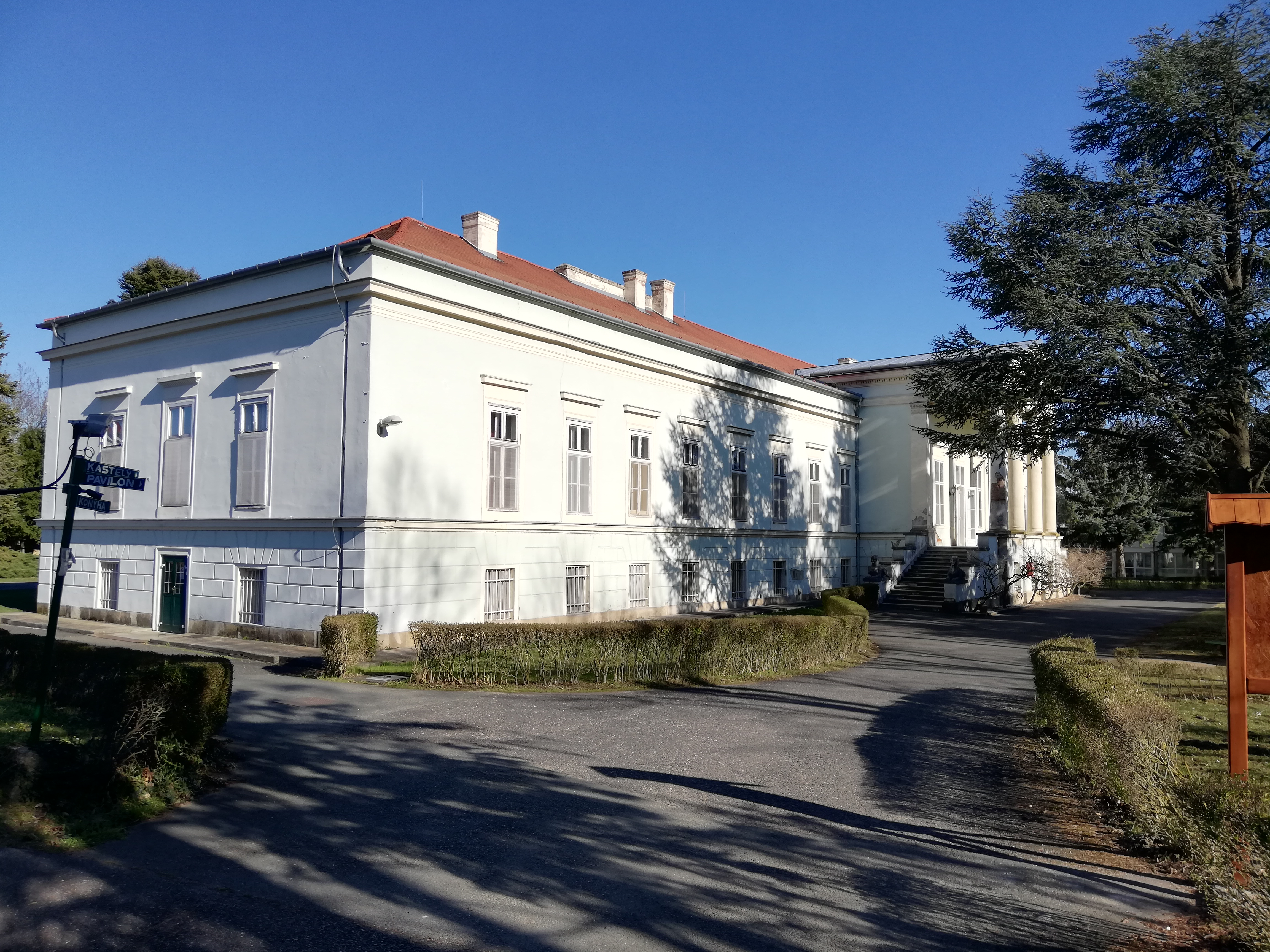
A kastély hátsó traktusa
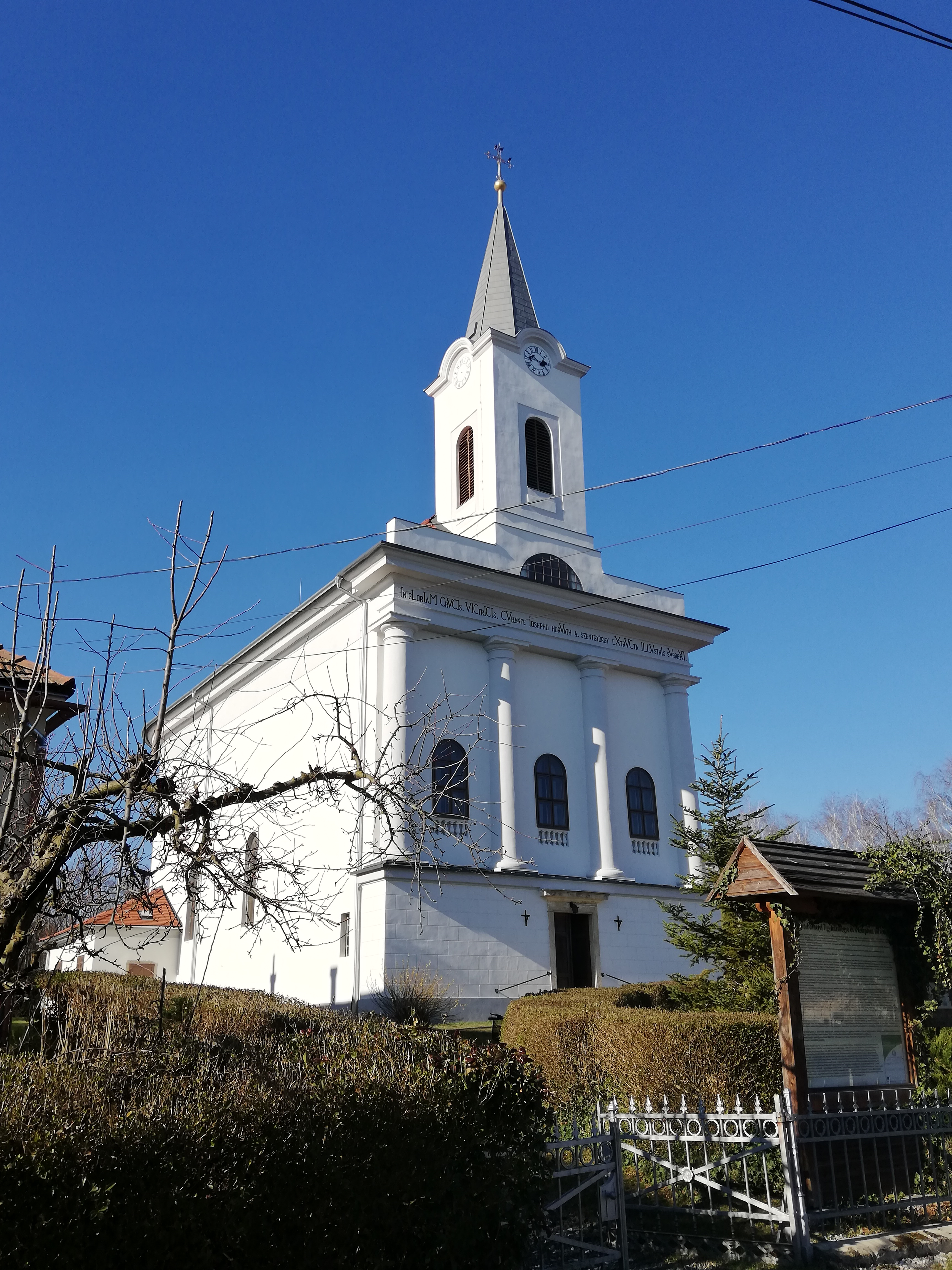
A katolikus templom
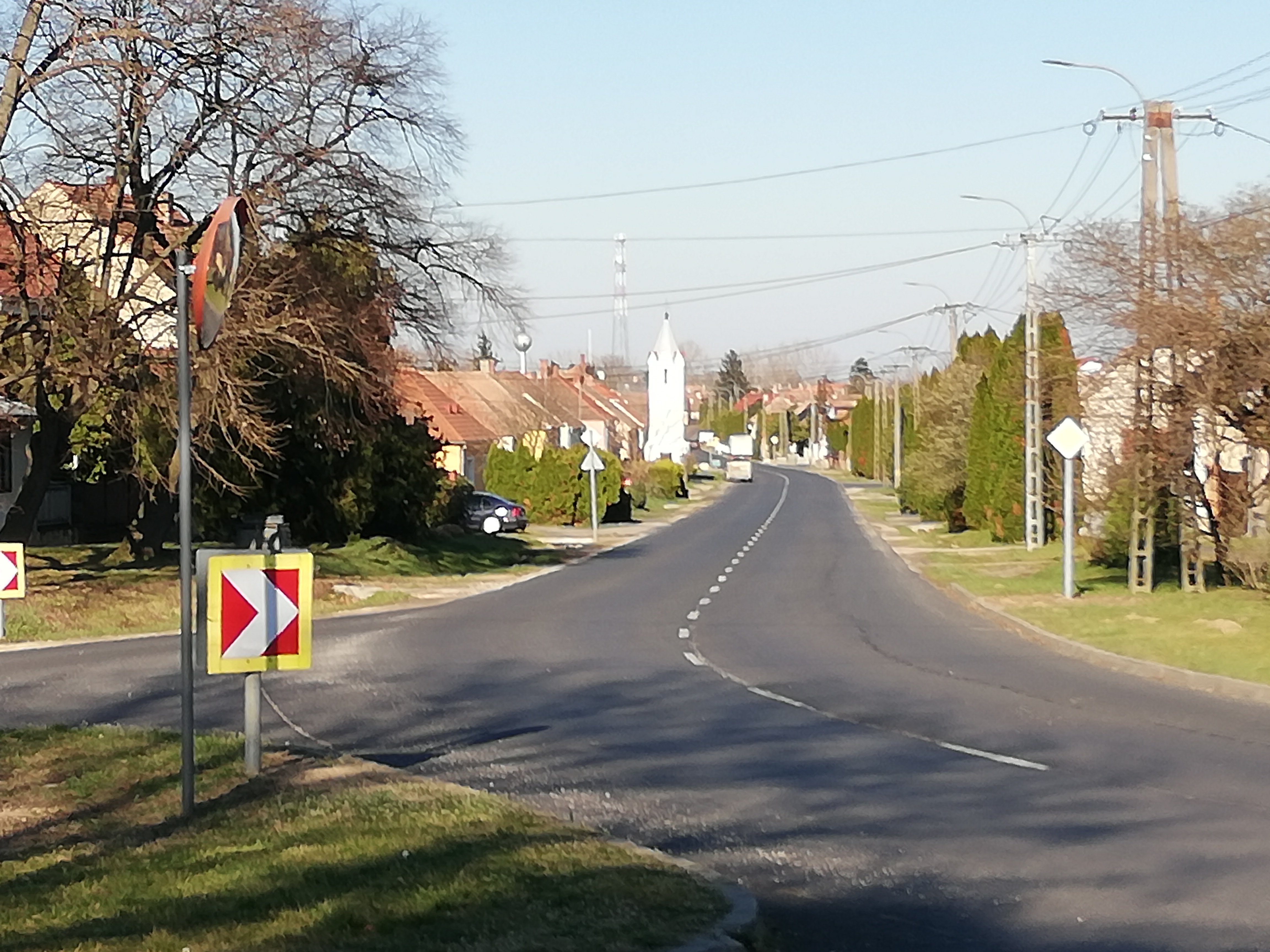
A 86-os főút a község központjában
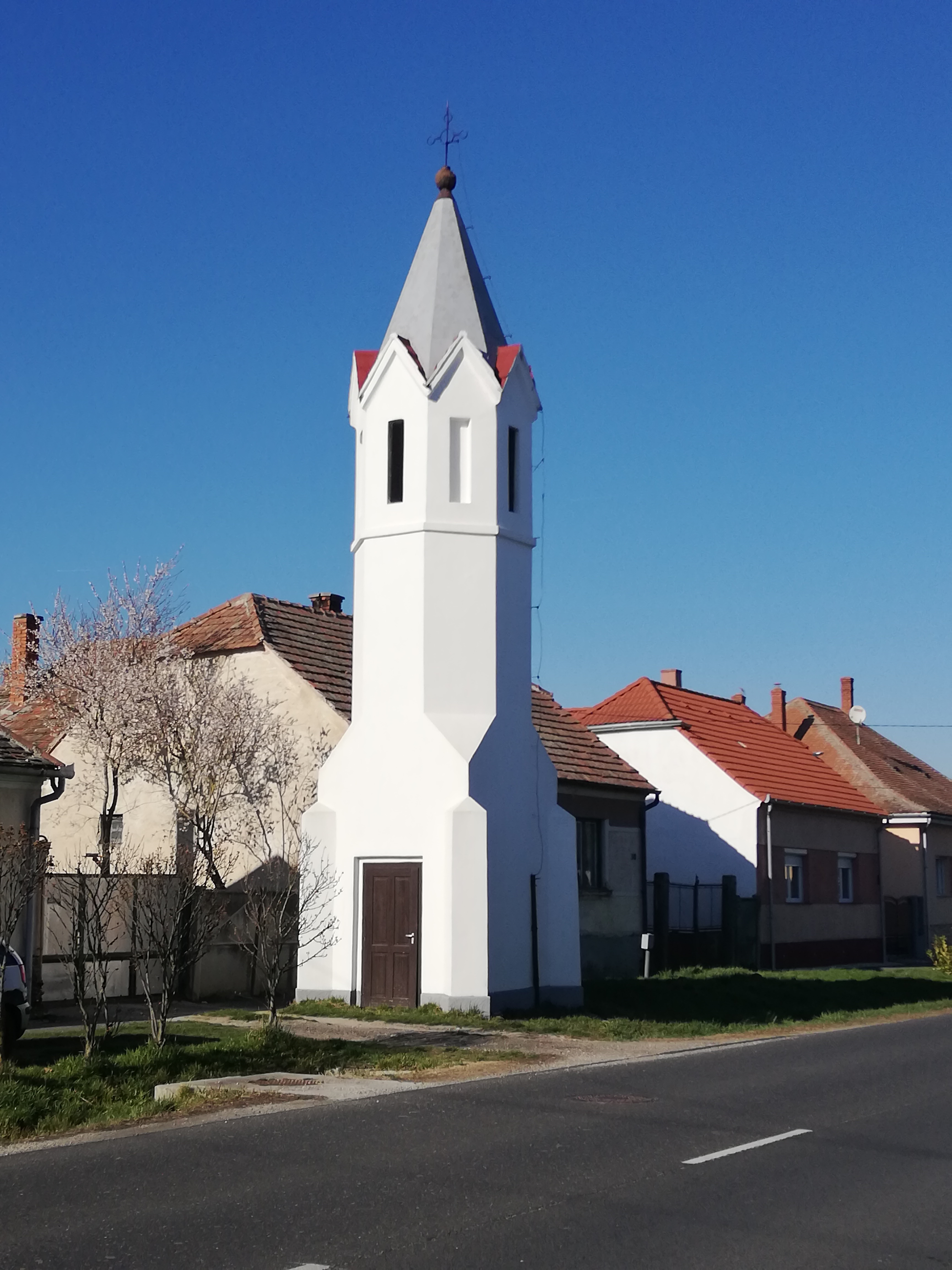
Tűztorony a főutcán
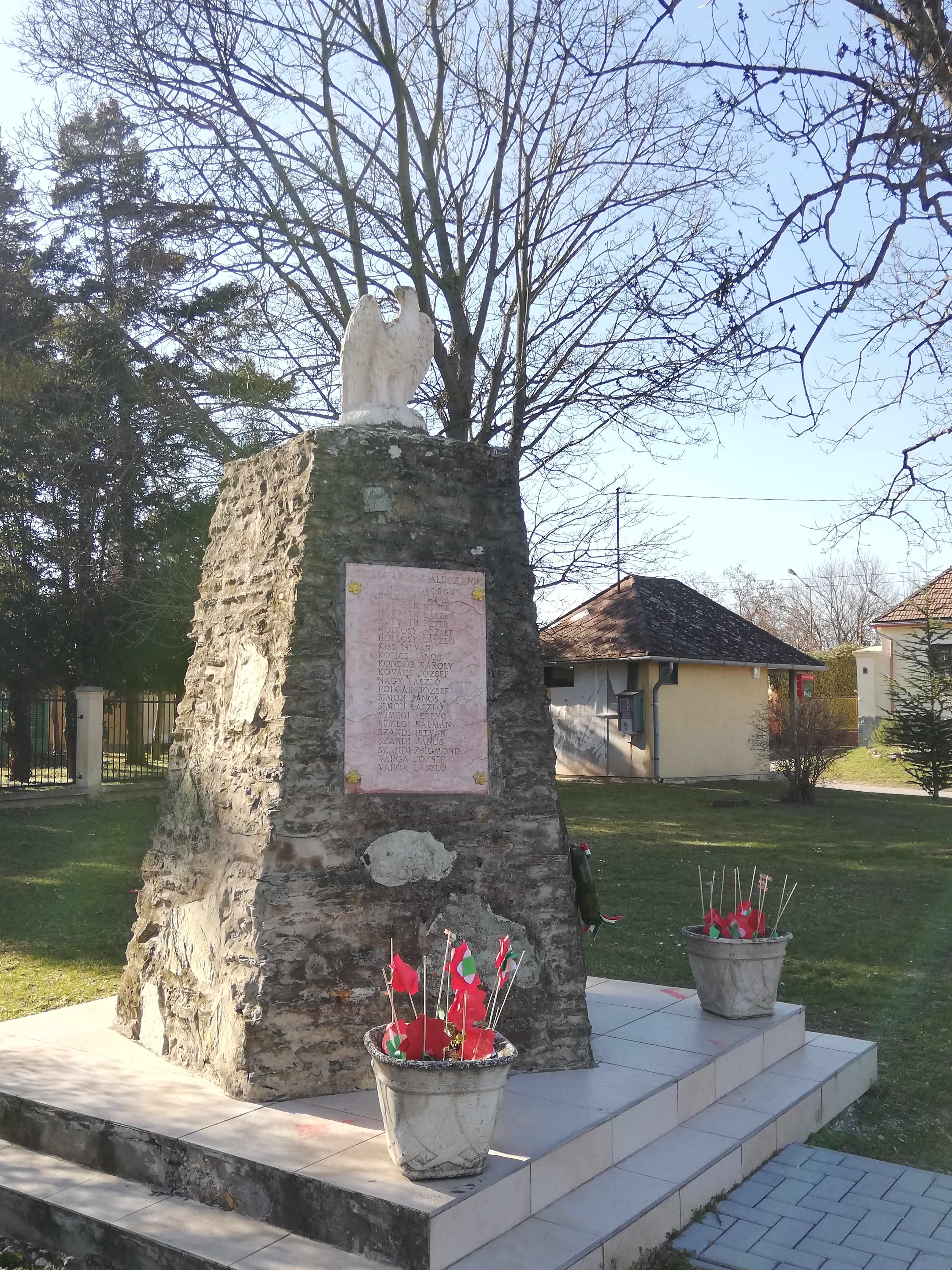
A hősi emlékmű keleti oldala (az I. világháborús áldozatok névsora)
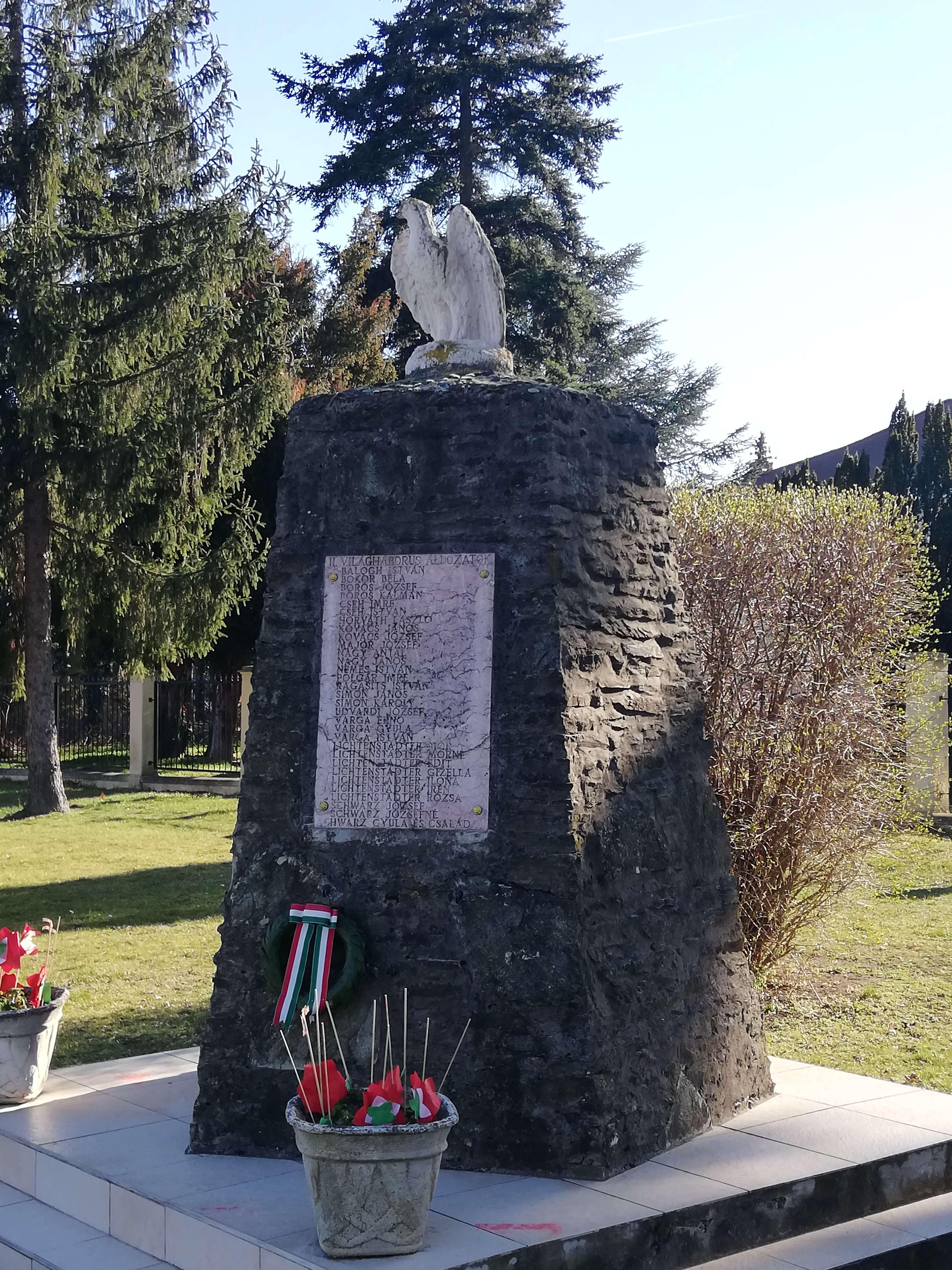
A hősi emlékmű északi oldala (a II. világháborús áldozatok)
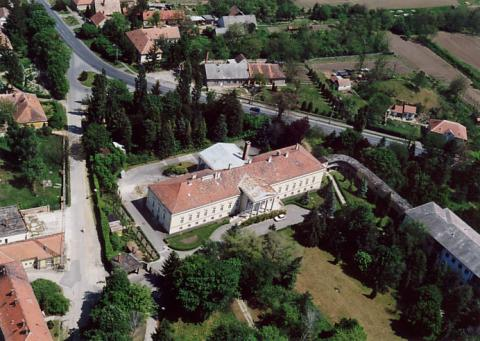
A kastély és környéke a levegőből, délnyugat felől
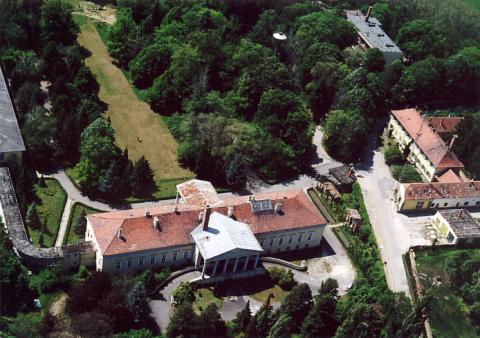
A kastély és környéke a levegőből, délkelet felől